# Шармејн Стар
Шерин Сантос Ласкано (енгл. Sheryn Santos Lascano; 5. мај 1980), познатија под псеудонимом Шармејн Стар (Charmane Star), филипинска је порнографска глумица.

## Каријера
Глумила у више од 270 порно-филмова, а дебитовала је у индустрији порнографије 1998. када је имала 18 година. У 2009. години појавила се у споту за реп песму That's How I Go.
Године 2011. часопис Комплекс ју је сврстао на 8. место листе „50 најврелијих азијских порно звезда свих времена“.
За себе каже да је бисексуалка.

## Изабрана филмографија
- 1998: Coed Cocksuckers 10
- 1999: Up and Cummers 63 & 64
- 2001: Inner Vision
- 2001: Fast Cars And Tiki Bars
- 2004: Eye of the Beholder
- 2005: Grub Girl
- 2005: Pirates
- 2006: Charmane Star's High Heel Adventure 1
- 2007: Charmane Star's High Heel Adventure 2
- 2008: Charmane Star's Asian Booty Busters
- 2010: Meow!
- 2012: Charmane Star's Lesbian Weekend Affair

## Награде и номинације
- 2005 АВН награда номинована — Најбоља сцена оралног секса - Eye of the Beholder[4]